# HMS Grampus (N56)
| «Грампус» (N56)                                                       | «Грампус» (N56)                                                                                              | «Грампус» (N56)                                                                                              |
| --------------------------------------------------------------------- | --- | --- |
| HMS Grampus (N56)                                                     | | |
|                                                                       | | |
| Британський однотипний підводний човен типу «Грампус» «Роквол»        | | |
| Верф                                                                  | Chatham Dockyard, Чатем                                                                                      | Chatham Dockyard, Чатем                                                                                      |
| Під прапором                                                          | Австралія Велика Британія                                                                                    | Австралія Велика Британія                                                                                    |
| Належність                                                            | Військово-морські сили Великої Британії · Королівський австралійський військово-морський флот                | Військово-морські сили Великої Британії · Королівський австралійський військово-морський флот                |
| Порт приписки                                                         | Сингапур, Мальта                                                                                             | Сингапур, Мальта                                                                                             |
| На честь                                                              | десятий корабель флоту на ім'я «Грампус»                                                                     | десятий корабель флоту на ім'я «Грампус»                                                                     |
| Замовлення                                                            | 1 березня 1934                                                                                               | 1 березня 1934                                                                                               |
| Закладений                                                            | 20 серпня 1934                                                                                               | 20 серпня 1934                                                                                               |
| Спуск на воду                                                         | 25 лютого 1936                                                                                               | 25 лютого 1936                                                                                               |
| Введений до складу флоту                                              | 10 березня 1937                                                                                              | 10 березня 1937                                                                                              |
| На службі                                                             | 1937–1940 | 1937–1940 |
| Загибель                                                              | 16 червня 1940 року затоплений біля Сицилії італійськими міноносцями «Чірче», «Кліо», «Калліопе» і «Поллуче» | 16 червня 1940 року затоплений біля Сицилії італійськими міноносцями «Чірче», «Кліо», «Калліопе» і «Поллуче» |
| Сучасний статус                                                       | затоплений                                                                                                   | затоплений                                                                                                   |
| Бойовий досвід                                                        | Друга світова війна Війна на Тихому океані Битва на Середземному морі                                        | Друга світова війна Війна на Тихому океані Битва на Середземному морі                                        |
| Проєкт                                                                | | |
| Класифікація ПЧ                                                       | підводний мінний загороджувач                                                                                | підводний мінний загороджувач                                                                                |
| Тип ПЧ                                                                | типу «Грампус»                                                                                               | типу «Грампус»                                                                                               |
| Основні характеристики                                                | | |
| Швидкість (надводна)                                                  | 15,5 вузлів (28,7 км/год)                                                                                    | 15,5 вузлів (28,7 км/год)                                                                                    |
| Швидкість (підводна)                                                  | 8,75 вузлів (16,2 км/год)                                                                                    | 8,75 вузлів (16,2 км/год)                                                                                    |
| Робоча глибина занурення                                              | 90 м | 90 м |
| Гранична глибина занурення                                            | 150 м | 150 м |
| Дальність плавання                                                    | 9 200 миль (15 000 км) на швидкості 11 вузлів (надводна) 70 миль (130 км) на швидкості 4 вузли (підводна)    | 9 200 миль (15 000 км) на швидкості 11 вузлів (надводна) 70 миль (130 км) на швидкості 4 вузли (підводна)    |
| Екіпаж                                                                | 59 офіцерів та матросів                                                                                      | 59 офіцерів та матросів                                                                                      |
| Розміри                                                               | | |
| Довжина найбільша (по КВЛ)                                            | 82 м | 82 м |
| Ширина корпусу найб.                                                  | 8,5 м | 8,5 м |
| Середня осадка (по КВЛ)                                               | 4,85 м | 4,85 м |
| Водотоннажність надводна                                              | 1 332 тонни                                                                                                  | 1 332 тонни                                                                                                  |
| Водотоннажність підводна                                              | 1 922 тонни                                                                                                  | 1 922 тонни                                                                                                  |
| Силова установка                                                      | | |
| Дизель-електрична: 2 × дизельних двигуни Admiralty 2 × електродвигуни | | |
| Гвинти                                                                | 2 | 2 |
| Потужність                                                            | 3 300 к.с. (дизелі) 1 630 к.с. (електродвигун)                                                               | 3 300 к.с. (дизелі) 1 630 к.с. (електродвигун)                                                               |
| Озброєння                                                             | | |
| Артилерія                                                             | 1 × 102-мм корабельна гармата Mk.XII                                                                         | 1 × 102-мм корабельна гармата Mk.XII                                                                         |
| Торпедно- мінне озброєння                                             | 6 × 533-мм торпедних апаратів 12 торпед 50 мін                                                               | 6 × 533-мм торпедних апаратів 12 торпед 50 мін                                                               |

«Грампус» (N56) (англ. HMS Grampus (N56) — військовий корабель, підводний мінний загороджувач, головний у своєму типі Королівського військово-морського флоту Великої Британії часів Другої світової війни.

## Історія створення
Підводний човен «Грампус» був закладений 20 серпня 1934 року на верфі компанії Chatham Dockyard у Чатемі. 25 лютого 1936 року він був спущений на воду, а 10 березня 1937 року увійшов до складу Королівських ВМС Великої Британії.

## Історія служби
Підводний човен брав обмежену участь у Другій світовій війні, здійснивши три бойових походи біля берегів Малайського архіпелагу.
На початку Другої світової війни «Грампус» входив до 4-ї флотилії підводних човнів на Китайській станції, з базуванням у Сінгапурі. 13 квітня, після нетривалого заходу до Гонконгу човен вийшов до Середземного моря. «Грампус» прибув на Мальту і 13 травня 1940 року був включений до складі Середземноморського флоту.
З травня базувався на Мальті разом з плавучою базою підводних човнів «Медвей» та підводними човнами «Олімпус», «Одін», «Орфеус» і «Роквол».
16 червня 1940 року під час першого бойового походу в Середземне море «Грампус» встановлював мінні поля біля Сиракуза, був виявлений кораблями противника і затоплений італійськими міноносцями «Цірце», «Кліо», «Каліопе» і «Полюс».